# Brayopsis alpaminae
Brayopsis alpaminae är en korsblommig växtart som beskrevs av Ernest Friedrich Gilg och Reinhold Conrad Muschler. Brayopsis alpaminae ingår i släktet Brayopsis och familjen korsblommiga växter.

## Underarter
Arten delas in i följande underarter:
- B. a. alpaminae
- B. a. smithii